# 邢慧
邢慧（英語：Margaret Hsing，1944年11月8日—2007年），原名邢咏慧，生于上海，香港知名女演员。1961年考入了邵氏的南国实验剧团第一期培训班。毕业后被导师推荐往日本的東寶藝能学校，继续修读课程。1962年回到香港加盟邵氏电影公司，进而出道。后移民美国。代表作有《鬼新娘》及《琴剑恩仇》。邢慧颇受公司器重，初期以青春歌舞片为主，后逐步拓宽戏路，演过不少类型的电影，青春歌舞、时装现代、古装武侠、惊悚悬疑、聊斋鬼魅皆有参演。邢慧生前是邵氏电影公司演员。

## 早期生活
1944年11月8日，邢慧出生在中国上海，原名邢咏慧。

## 教育背景
邢慧毕业于英属香港新法书院。她曾经在日本東寶藝能学校学习舞蹈及演技训练。在同期学员中被誉为舞艺最好的一位。

## 职业生涯
1962年，18岁的邢慧在香港成为邵氏电影公司的女演员。随后她被派往日本東寶藝能学习舞蹈及演技训练，一年后返港拍戏。邢慧以她在电影中的舞蹈能力而闻名。在1964年由陶秦导演的国语音乐剧《萬花迎春》中首次亮相。邢慧还在1967年由徐增宏执导的武侠电影《琴剑恩仇》中饰演秦清玉。邢慧的最后一部电影是1973年由游冠人导演的成人剧情片《夜生活的女人》。邢慧出演了超过25部的电影。

## 守身如玉
在复杂的邵氏电影公司中，很多女演员都会选择出演风月片，通过裸露乳房和私密处以搏出位。但邢慧冰清玉洁，守身如玉，即便是参演风月电影，也绝不裸露。在电影《鬼新娘》中只有露肩，其他的全裸镜头都是由裸替演员完成，是当时邵氏电影演艺圈中一股清流，惹人怜爱。

## 电影精选

### 电影
这是邢慧主演的部分电影列表。
- 1964年 《萬花迎春》 - 歌舞团团员 [3]
- 1964年 《妲己》- 伴舞宫女 [4]
- 1966年 《欢乐青春》- 邢咏慧
- 1967年 《琴剑恩仇》 - 秦清玉 [5][6]
- 1968年 《狐侠》- 姜文翠
- 1970年 《遗产伍亿圆》- 司徒佩芳 [7]
- 1972年 《鬼新娘》 - 封阿奴 / 冯爱娇 [8]
- 1973年《夜生活里的女人》 - 苏小琪

## 个人生活
1973年，29岁的邢慧移民到美国加州洛杉矶。但婚姻只维持了3年就以离婚结束，80年代邢慧曾从事服装生意，不料因为疏于防范导致店面遭窃，损失惨重而又索赔无路，只能匆匆结束生意。但最为不幸的是邢慧得了精神病。家人和好友屡次建议其就医，每次都被邢慧以没有生病为由严词拒绝，周围人通过不同渠道得知后逐渐对其疏远，使其本就不大的朋友圈日渐缩小，精神病发愈加频繁。1994年，母女为琐事发生争执，在争吵中，情绪失控的邢慧用斧头砍死了她的母亲。经过长达两年的审理，美国洛杉矶法院不接受辩护律师关于精神失常的解释，认定邢慧犯过失杀人罪，最终邢慧服刑11年，2007年，邢慧服满刑期。同年，邢慧因病去世。愿她的灵魂安息。